# Golpe de mercado
Golpe de mercado es un término que se ha generalizado en la sociología y la ciencia política hispanoamericanas. Se lo utiliza para referirse a una acción de los grandes grupos económicos que desestabiliza la economía hasta el punto de afectar la estabilidad política e incluso causar la caída de gobiernos democráticos. 
Los golpes de mercado están generalmente asociados a corridas cambiarias, devaluaciones, fuga de capitales, brotes inflacionarios e hiperinflacionarios, desabastecimiento, paros patronales, subidas de la tasa de interés, etc. El golpe de mercado ha sido considerado una especie de golpe de Estado.

## Origen del término
La expresión surgió en Argentina en 1989, acuñada por el diario Ámbito Financiero para describir el fenómeno político-económico que causó la derrota electoral del presidente Raúl Alfonsín y su renuncia, llevando al ascenso anticipado del presidente Carlos Menem, ese mismo año, en medio de un proceso de fuga de divisas y un brote hiperinflacionario.

## Concepto
La noción de golpe de mercado parte de la base de considerar que existe una relación conflictiva entre el poder económico privado y el poder político democrático. Según este criterio, el poder económico privado, habitualmente referido también como "los mercados", es detentado por una cantidad de personas relativamente pequeña, propietaria de grandes empresas y grupos económicos privados, que concentran importantes cuotas de capital, en organizaciones monopólicas y oligopólicas que les permiten tener una posición dominante en el mercado. Con ese poder que les atribuye su posición dominante en la economía, los grandes grupos económicos y mediáticos asociados son capaces de producir cambios bruscos en la situación económica que afecten negativamente a la población e impacten sobre la estabilidad política, causando cambios de políticas y funcionarios, e incluso la caída de los gobiernos.
El español Víctor Villapalos, buscando definir al golpe de mercado dice:

¿Qué es exactamente un “golpe de mercado”? Teniendo el mismo objetivo que el golpe militar (cambiar o sustituir a las autoridades de una cierta región), el golpe de mercado es algo más sutil ya que, tras diversas actuaciones a nivel macroeconómico y a nivel social e informativo, se trata de crear las condiciones necesarias de inestabilidad para cambiar a esas autoridades esperando su propia caída política.

El español Federico Mayor Zaragoza, quien fuera director de la UNESCO, alerta sobre la amenaza contra la democracia que significan los golpes de mercado que afectan a Europa y dice:

Los peores golpes de Estado son los imperceptibles, los que se identifican difícilmente al principio, no permitiendo la adopción de las medidas adecuadas en el momento oportuno. Los emboscados se disfrazan de tal modo —primas de riesgo, agencias de calificación, inversores opacos, "agujeros bancarios impunes"... —que es muy difícil reconocerlos hasta que la situación se torna prácticamente irreversible. No solo debilitan al Estado y promueven desgarros sociales difícilmente restañables, sino que en su osadía llegan, ante la perplejidad e inacción ciudadana, a nombrar gobiernos sin urnas. Con gran habilidad, consiguen alcanzar el objetivo de "menos Estado y más mercado". Se desprestigia a los políticos y a los parlamentos, sobre todo cuando existen mayorías que, sin mecanismos correctivos, producen sin pausa "leyes rodillo". El "golpe de mercado" logra sus propósitos de privatizar... hasta los propios partidos políticos.

El concepto de "golpe de mercado" ha sido utilizado extensamente para analizar el fin del mandato del presidente democrático elegido luego de la última dictadura argentina, Raúl Alfonsín, en 1989, así como su derrota electoral y su renuncia anticipada.
Ezequiel Adamovsky sostiene que los grupos económicos comenzaron a experimentar con "una nueva manera de condicionar las decisiones políticas", más allá del tradicional lobby sobre los partidos políticos y los mecanismos de corrupción. Para ello, las grandes empresas formadoras de precios diseñaron un método al que luego denominaron "doctrina del shock", aumentando precios y generando desequilibrios económicos para sumergir a la población en el miedo y el desconcierto y avanzar luego con "medidas «salvadoras» que jamás serían aceptadas en situaciones normales". Dice Adamovsky que:

Los analistas coinciden en que se trató de una escalada de precios deliberadamente provocada por los seectores empresariales y financieros más concentrados para poner de rodillas al sistema político. En efecto, la experiencia de la hiperinflación fue tan traumática que desde entonces la sociedad reclamó la estabilidad económica por sobre todas las cosas. En lugar de un golpe de estado se trató de un golpe de mercado, según la expresión que se acuñó entonces. Y en verdad sus efectos inmediatos no fueron del todo diferentes: Alfonsín se vio obligado a abandonar el poder antes del fin de su mandato y entregar la presidencia a su sucesor.

El economista Domingo Cavallo, director del Banco Central, dos veces ministro de economía hasta la crisis de 2001, analiza el tema y sostiene allí que ante determinadas decisiones de los gobiernos democráticos, "es altamente probable que... se produzca una corrida hacia el dólar que llevará o a una gran pérdida de reservas, o a una gran devaluación, o a un enorme aumento en las tasas de interés. O, lo más probable, a una combinación de los tres fenómenos.
Julio Bárbaro relaciona a los grandes medios de comunicación con los golpes de mercado. Dice Bárbaro que:

Existe, solapada, una lucha (de la democracia) con el poder económico que, dueño de los medios de comunicación, no está dispuesto a permitir que surjan figuras que lo cuestionen... El poder concentrado de los medios de comunicación dejó a la política relegada a sus favores... Para derrocar a Perón tardaron diez años, para convertir a Raúl Ricardo Alfonsín en un presidente sin poder necesitaron cinco años, pero ahora el riesgo de golpe de mercado asusta a todo gobernante cada día.

## Golpes de mercado en el mundo
Varios analistas consideran que los golpes de mercado fueron un mecanismo recurrente en América Latina luego de que las dictaduras militares se mostraran inviables, pero que en el siglo XXI los golpes de mercado han comenzado a utilizarse en regiones que solían considerarse gobernadas por democracias sólidas. Carlos Pereyra Melé sostiene que los llamados PIIGS (Portugal, Italia, Irlanda, Grecia y España) han sido víctimas de golpes de mercado que han establecido gobiernos tecnocráticos dependientes del llamado poder trilateral, integrado por la Comisión Europea, el Fondo Monetario Internacional y el Banco Central Europeo.

La elite trilateralista, para mantener sus privilegios, necesita la eliminación de los últimos resortes de soberanía nacional que les quedaban a los estados y han recurrido lisa y llanamente al Golpe de Estado en la modalidad “Golpe de Mercado” a partir de la instauración de “administraciones Tecnocráticas” en los PIIGs, imponiendo a miembros de su elite.